# Carver City
Carver City är Camp Kill Yourself:s fjärde studioalbum från 2009.

## Låtar
1. Hellions On Parade (3:40)
2. ...And She Never Returned (3:32)
3. Rats In The Infirmary (3:30)
4. Imaginary Threats (3:43)
5. The Boardwalk Body (3:38)
6. Plagued By Images (3:24)
7. Karmaworks (4:05)
8. Woe Is Me (3:47)
9. A#1 Roller Rager (3:50)
10. Old Carver's Bones (4:57)
11. The Era Of An End (3:52)

### Bonus låtar
1. Fisherman's Wharf, Part One (4:15)
2. Fisherman's Wharf, Part Two (2:54)
3. Doubled Up On Trauma (3:24)
4. Stripped Your Speech (3:55)